# Bogdan Wojdowski

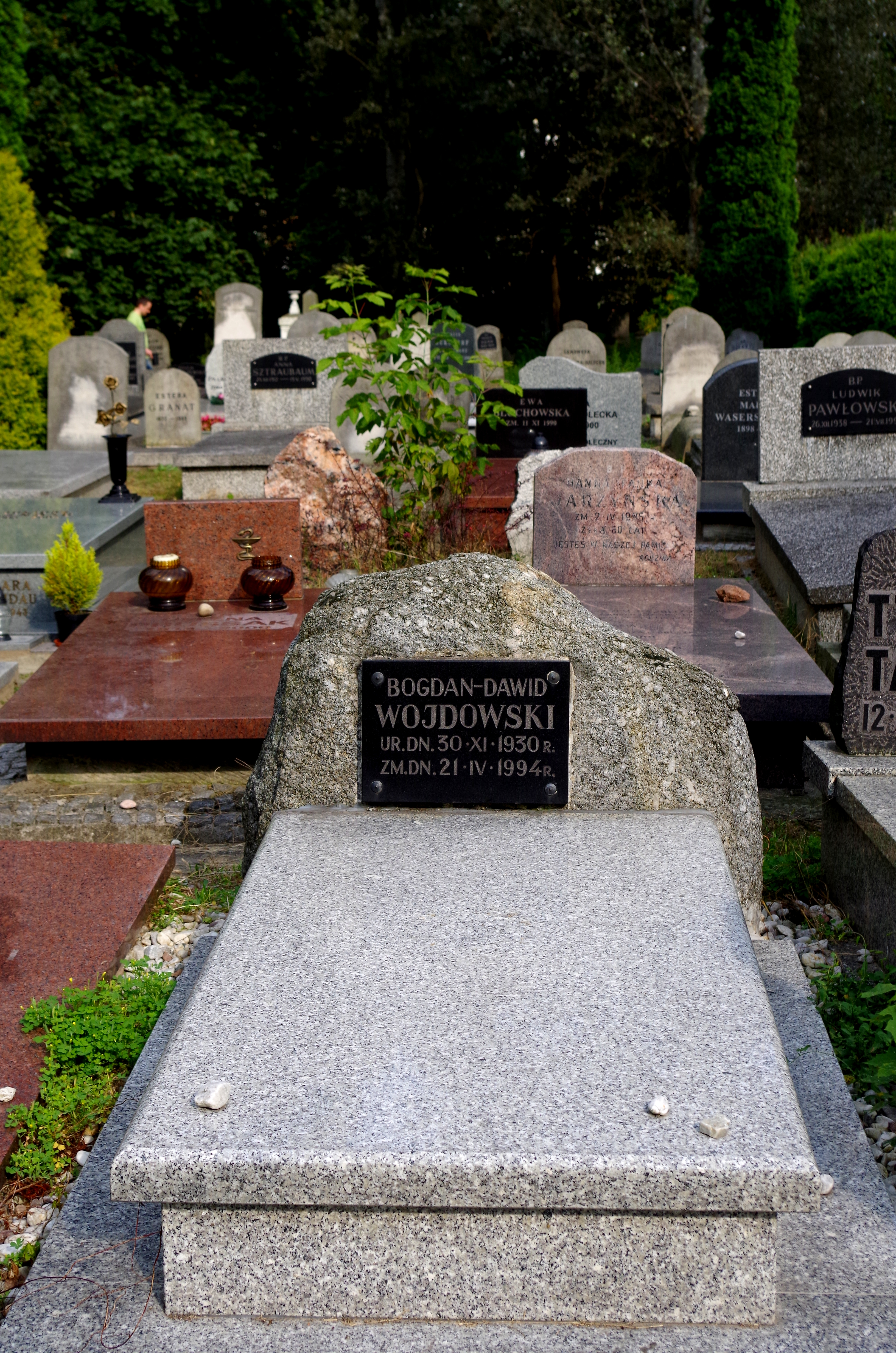
Grób Bogdana Wojdowskiego na cmentarzu żydowskim przy ul. Okopowej w Warszawie

Bogdan Wojdowski, pierwotnie Dawid Wojdowski (ur. 16 listopada 1930 w Warszawie, zm. 21 kwietnia 1994 w Warszawie) – polski pisarz, krytyk literacki i teatralny oraz publicysta.

## Życiorys
Urodził się w rodzinie żydowskiej jako syn Szymona Jakuba Wojdowskiego (stolarza-tapicera) i Edwardy z domu Bark. Latem 1942 razem z młodszą siostrą został wyprowadzony z warszawskiego getta i ukryty po aryjskiej stronie.
W 1954 ukończył studia polonistyczne na Uniwersytecie Warszawskim. Debiutował w tygodniku „Wieś” w 1951; należał do redakcji „Przeglądu Kulturalnego” i w latach 1960–1964 „Współczesności”. Twórczość literacka Wojdowskiego dotyczy w znacznej części wydarzeń II wojny światowej, w tym zagłady polskich Żydów. Często, jak na przykład w powieści Chleb rzucony umarłym (nagrodzonej przez Ministerstwo Kultury i Sztuki), obok tragedii środowiska i dramatyzmu sytuacji jednostki ukazuje psychikę ofiar hitleryzmu: uczucie poniżenia i zagubienia wraz z wolą walki o przeżycie i ocalenie własnego człowieczeństwa, godności indywidualnej.
Najchętniej sięgał do krótszych form literackich, zwłaszcza w zakresie tematyki współczesnej, którą oddawał z dużym autentyzmem i znajomością bytu środowisk podmiejskich. Prozę jego charakteryzowała przenikliwa obserwacja społeczna i obyczajowa, nasycenie konkretem, swoisty liryzm. Szczególnie interesowała go psychika bohaterów jego opowieści – ludzi w sytuacjach szczególnych, którym z trudem mogą sprostać. Cechował go wyrazisty styl wytworzony precyzją słowa i plastyką obrazu kreślonego ostro i syntetycznie.
Zmarł śmiercią samobójczą. Pochowany na cmentarzu żydowskim przy ulicy Okopowej w Warszawie (kwatera 2, rząd 9).
W 2013 rodzina pisarza (żona Maria Iwaszkiewicz-Wojdowska i siostra Irena Grabska) podarowały jego archiwum Bibliotece Narodowej.

## Publikacje
- 1962: Wakacje Hioba (opowiadania)
- 1966: Konotop (powieść)
- 1966: Próba bez kostiumu. Szkice o teatrze (zbiór esejów)
- 1971: Chleb rzucony umarłym (powieść) [8 wyd. pol.; tłum./wyd. niem., jap., hebr., amer., węg., hiszp., maced.]
- 1975: Mały człowieczek, nieme ptaszę, klatka i świat (opowiadania)
- 1978: 7 opowiadań
- 1978  Wybór opowiadań PiW zawiera opowiadania: Wakacje Hioba, Krawaty koszule konfekcja męska Henryk Jamroz; Którędy szli, Ścieżka[5][6], Awantura na Krochmalnej; Mały człowieczek, nieme ptaszę, klatka i świat; Worek[7]
- 1980: Maniuś Bany (opowiadania)
- 1981: Wybór opowiadań
- 1982: Mit Szigalewa – szkice
- 1987: Krzywe drogi (opowiadania)
- 1997: Tamta strona (powieść) – wyd. pośmiertne